# Симко Степан
Степáн Симкó (1911, Дахнів — 1992) — агроном-генетик.

## Біографія
Закінчив студії у Лювені (Бельгія; 1936); працював у Галичині в товаристві «Сільський Господар» і (1941—1944) був див. Хліборобської Палати Дрогобицької області; згодом у Бельгії, з 1949 року науковець дослідник у Центральній Дослідній Станції Департаменту Рільництва в Оттаві (Канада).
Симко вперше вивів плідний гібрид між диким ячменем-мишієм (Hordeum murinum) і культурним ячменем (Hordeum vulgare), що найвідпорніший проти морозів з усіх культурних сортів та (1967) відкрив гаплоїдну методу за допомогою дикого ячменю (Hordeum bulbosum) для селекції культурного ячменю, що її застосовують уже багато дослідних станцій. У міжгородовій гібридизації пшениці з житом одержав плідні гібриди з повним зернам, з найбільшою кількістю протеїнів і вищою відпорністю проти морозіз, ніж жито (українська назва «Ланиця»). Симко створив генезу збіжжя-жита. Автор статей в наукових (переважно канадських) журналах.